# 의현사
의현사는 대한민국 대구광역시 북구 검단동에 있다.

## 개요
고려 공양왕 호조전서이며, 두문동 72현의 한분인 다의당 채귀하를 모신 재실이다.